# Temor a la evaluación negativa
El temor a la evaluación negativa (TEN) es un constructo psicológico que refleja "una aprehensión sobre las evaluaciones de los otros, angustia sobre las evaluaciones negativas de los otros y la suposición que los otros lo evaluarán de forma negativa". David Watson y Ronald Friend en 1969 definieron este constructo y crearon una prueba psicológica para medirlo.
El TEN está relacionado con dimensiones específicas de la personalidad, tales como la ansiedad, sumisión y evitación social. Las personas con altos puntajes el escala TEN se muestran muy preocupados por buscar la aprobación social y evitar la desaprobación de otros y, además, podría tender a evitar situaciones donde deben ser evaluados. Los sujetos con un alto temor a la evaluación negativa también son más susceptibles a los factores situacionales. Este constructo se ha asociado a la conformidad, la conducta prosocial y la ansiedad social.

## Prueba TEN
La prueba Temor a la Evaluación Negativa original está compuesta por treinta ítems de respuestas de verdadero o falso y tiene una duración aproximada de diez minutos. Los puntajes del escala van de 0 (bajo TEN) hasta 30 (alto TEN). En 1983, Mark Leary presentó una versión abreviada del TEN que consistía en doce de las preguntas originales mediante una escala de Likert.  Los puntajes de esta escala van de 12 (bajo TEN) hasta 60 (alto TEN).

### Confiabilidad
Tanto la prueba de treinta ítems como la versión abreviada de doce ítems han demostrado una alta consistencia interna. Ambas versiones presentan una correlación muy cercana.

### Validez
El TEN no presenta una alta correlación con otras mediciones de aprehensión social, como la escala SAD PERSONS y la Escala de Ansiedad ante la Interacción Social.

## Ansiedad social
La ansiedad social es, en parte, una respuesta a la evaluación negativa percibida de otros. El TEN se relaciona con el miedo a ser evaluado de forma desfavorable durante una situación social, mientras que la ansiedad social se define como una reacción puramente emocional a este tipo de situaciones sociales. Cuando los pacientes con fobia social evalúan sus relaciones, manifiestan un miedo extremo a la evaluación negativa y, además, expresan altos niveles de TEN.
De acuerdo a Deborah Roth Ledley, se le pidió los participantes de un estudio que dieran un discurso después de completar una actividad del paradigma Dot-Probe. Después de observar los rostros negativos, los participantes con un bajo TEN no mostraron ningún tipo de aumento de la aprehensión, mientras que los participantes con un alto TEN mostraron una mayor aprehensión.

## Heredabilidad
Se ha planteado que el TEN tiene algunos componentes genéticos, al igual que otras características personales como los rasgos de ansiedad, sumisión y evitación social. Los puntajes de la prueba TEN abreviada, realizada en estudios de gemelos, han arrojado que hay un componente genético. Además, se ha identificado que existe una correlación genética en el puntaje de la prueba TEN abreviada y la Evaluación Dimensional de la Patología de la Personalidad – Cuestionario Básico. Por otra parte, se ha sugerido que los genes que intervienen en el temor a la evaluación negativa impactan en una serie de comportamientos de la personalidad ansiosa.

## Juicio y percepción
Winton, Clark y Edelmann (1995) identificaron que los individuos con un mayor puntaje en la prueba TEN tienen una mayor precisión para identificar las expresiones negativas.
También se determinó que los individuos con un mayor puntaje en la prueba TEN sobrestiman las características sociales negativas (por ejemplo, incomodidad, pausas extensas al hablar) y subestiman las características sociales positivas (por ejemplo, confianza, seguridad en sí mismo) que manifiestan al hablar en público. Los oradores con un bajo TEN sobrestimaban su efectividad de hablar en público; al contrario, los oradores con un alto TEN presentaron una mayor efectividad de comunicación, consistente con la comprensión real del oyente.
En términos deportivos, los jugadores de básquetbol con un bajo TEN eran capaces de enfrentar niveles más altos de presión y de mantener sus niveles de rendimiento, mientras que los jugadores de básquetbol con un alto TEN mostraban una disminución significativa de su rendimiento bajo presión.

## Lectura complementaria
- Alloy, L.; Riskind, J. (2005). Cognitive Vulnerability to Emotional Disorders. Psychology Press.
- Kluger, A.; DeNisi, A. (1996) "The Effects of Feedback Interventions on Performance: A Historical Review, a Meta-Analysis, and a Preliminary Feedback Intervention Theory". Psychological Bulletin. 119 (2): 254-284.
- Stopa, L.; Clark, D. (2001) "Social Phobia: Comments on the Viability and Validity of an Analogue Research Strategy and British Norms for the Fear of Negative Evaluation Questionnaire". Behavioural and Cognitive Psychotherapy. 29 (4), 423-430.
- Weeks, J.; Jakatdar, J.; Heimberg, R. (2010). "Comparing and Contrasting Fears of Positive and Negative Evaluation as Facets of Social Anxiety". Journal of Social & Clinical Psychology. January, 68-94.
- Anastasi, A. (1982) Psychological Testing (5th ed.). Nueva York: Macmillan.

- Datos: Q5439398